# The Cranberries
The Cranberries byla irská hudební skupina založená v Limericku v roce 1989. Kapelu tvořili zpěvačka a kytaristka Dolores O'Riordan, kytarista Noel Hogan, baskytarista Mike Hogan (Noelův bratr) a bubeník Fergal Lawler. O'Riordan v roce 1990 nahradila zakládajícího člena Nialla Quinna. Původní název kapely byl The Cranberry Saw Us, ale po příchodu O'Riordan byl změněn na The Cranberries. Kapela se označovala za alternativně rockovou, ale ve svém zvuku kombinovala prvky indie rocku, jangle popu, dream popu, folk rocku, post-punku a pop rocku. Typický je pro ni hlasový projev zpěvačky s prvky irského folklóru.
V roce 1991 podepsali smlouvu s Island Records. Jejich debutové album Everybody Else Is Doing It, So Why Can't We? (1993) zaznamenalo komerční úspěch. Druhé album No Need to Argue (1994) přineslo kapele mezinárodní slávu a obsahovalo singl „Zombie“, který se stal stadionovou hymnou a jednou z nejznámějších skladeb kapely. Úspěch pokračoval i s alby To the Faithful Departed (1996) a Bury the Hatchet (1999). Mezi další známé písně patří „Dreams“, „Salvation“ nebo „Linger“. 
V roce 2000 přešli k vydavatelství MCA Records. Jejich páté album, Wake Up and Smell the Coffee (2001), však nedosáhlo komerčního úspěchu předchozích alb a kapela vyjádřila nespokojenost s propagací ze strany MCA.
Po šestileté pauze v letech 2003 až 2009 se The Cranberries vydali na turné po Severní Americe, které následovaly koncerty v Latinské Americe a Evropě. V roce 2012 vydali své šesté album Roses, první po jedenácti letech od Wake Up and Smell the Coffee. Svůj hudební styl rozšířili sedmým, akustickým albem Something Else (2017). Po smrti Dolores O'Riordan, která se v roce 2018 utopila v důsledku alkoholové intoxikace, potvrdil Noel Hogan, že zbývající členové se rozhodli kapelu z úcty k ní rozpustit. Konec následoval po vydání kritiky ceněného posledního alba In the End (2019).
The Cranberries byli jednou z nejúspěšnějších alternativních kapel 90. let – do roku 2019 prodali téměř 50 milionů alb po celém světě. Získali cenu Ivor Novello, Juno Award, MTV Europe Music Award a World Music Award. Byli nominováni na cenu Brit Award a Grammy. Videoklip k písni „Zombie“ se stal prvním videem irské kapely, které na YouTube dosáhlo jedné miliardy zhlédnutí.

## Historie

### Počátky
První základy kapely se formovaly v roce 1989 v Limericku, kde bratři Mike (baskytara) a Noel (kytara) Hoganovi s kamarádem Fergalem Lawler (bicí) začali cvičit u Fergala v domě. Trojice byla inspirována hudbou The Cure, The Smiths, New Order nebo Joy Division. Nicméně hned od počátku se snažili především o vlastní tvorbu. Jako zpěvák se k nim přidal Niall Quinn, se kterým skupina pod názvem The Cranberry Saw Us nahrála jeden demosnímek a uskutečnila prvních několik koncertů. V roce 1990 však Niall odchází z kapely a jako náhradu za sebe dal Mikeovi kontakt na kamarádku jeho tehdejší přítelkyně. Jmenovala Dolores O’Riordan, hrála na klávesy a zpívala v pěveckém sboru. Při prvním setkání s kapelou zazpívala několik převzatých písní a všichni tři byli jejím stylem ohromeni. Noel předal Dolores kazetu s hrubou nahrávkou písně „Linger“. Při dalším setkání Dolores zazpívala píseň se svým textem, jež napsala den před zkouškou. Kapela přijala Dolores jako zpěvačku a ihned začali zkoušet společně nové písně.
Již po několika měsících vydali v nákladu 300 kopií svoje první EP album Nothing Left at All, které bylo po několika dnech v místních obchodech rozebráno. Po tomto úspěchu kapela změnila název na The Cranberries a začala pracovat na ukázkové kazetě pro hudební vydavatelství. Rozeslali ji všem nahrávacím společnostem, o kterých kdy slyšeli. Nakonec podepsali smlouvu se společností Island Records. V roce 1991 začali v Londýně nahrávat EP album Uncertain. Na něm byly umístěny první verze skladeb „Dreams“, „Linger“ a „Put Me Down“. Album si v Anglii nevedlo dobře a v časopisech bylo odsouzeno.

### Everybody Else Is Doing It, So Why Can’t We?
Po neúspěchu maxisinglu Uncertain Dolores trpěla depresemi, protože skupina byla označována dokonce jako druhořadá. The Cranberries si tedy našli nového manažera Geoffa Travise a v Dublinu v roce 1992 nahráli své debutové album Everybody Else Is Doing It, So Why Can't We?. I toto album bylo v Anglii kritizováno, přesto se s ním Cranberries vydali v roce 1993 na turné, po Británii s kapelou Belly, po Evropě s Hothouse Flowers a po Americe s The a Suede. Hlavně turné po Americe bylo velice úspěšné, do Irska se vrátili jako hvězdy a album začalo stoupat i v britských a evropských hitparádách. Jejich prvními hity byly „Linger“ a „Dreams“.

### No Need To Argue
V roce 1994 začíná skupina nahrávat své druhé album, které se stalo jejím nejslavnějším a nejprodávanějším. Vše probíhalo bez problémů do doby, než se kapela vydala na prázdniny lyžovat. Dolores, která stála na svahu poprvé v životě, spadla a vážně si poranila koleno. Z tohoto důvodu se musela zrušit všechna turné k albu No Need to Argue. To ale albu neuškodilo a hity jako „Zombie“, „Ode to My Family“, „Ridiculous Thoughts“ nebo „I Can’t Be with You“ patří k nejslavnějším. Píseň „Zombie“ se během několika málo týdnů stala celosvětovým hitem a dokonce si odnesla prestižní ocenění stanice MTV The Greatest Hit Of The Year. Alba se prodalo celosvětově okolo 17 milionů kusů, což z něj dělá jedno z nejúspěšnějších alb 90. let.

### To the Faithful Departed
V roce 1996 skupina nahrává třetí řadové album s názvem To the Faithful Departed. Album je věnováno příteli skupiny Dannymu Cordellovi a dědečku Dolores Joemu, kteří oba tentýž rok zemřeli. Album provázelo několik kontroverzí, podle skupiny nebylo tak úspěšné, sama Dolores o něm říká, že to není dobré album. Na druhou stranu se těší vysoké oblíbenosti fanoušků skupiny a obsahuje několik hitů jako rockpunkovou pecku „Salvation“, „When You Are Gone“, „Hollywood“ nebo „Free To Decide“. Alba se prodalo přes 6 milionů kopií. Toto album je jejich nejtemnější a skupina zpívá o globálních problémech a v té době aktuální válce na Balkáně.

### Bury the Hatchet
V roce 1998 se skupina pouští do dalšího alba Bury the Hatchet. Na rozdíl od předešlých dvou není tak nostalgické a melancholické, naopak je z něj cítit pozitivní energie. Obsahuje hity jako populární „Animal Instinct“, „Promises“, „You and Me“ nebo „Just My Imagination“. Od počátku prodeje se těšilo veliké oblibě.

### Wake Up and Smell the Coffee

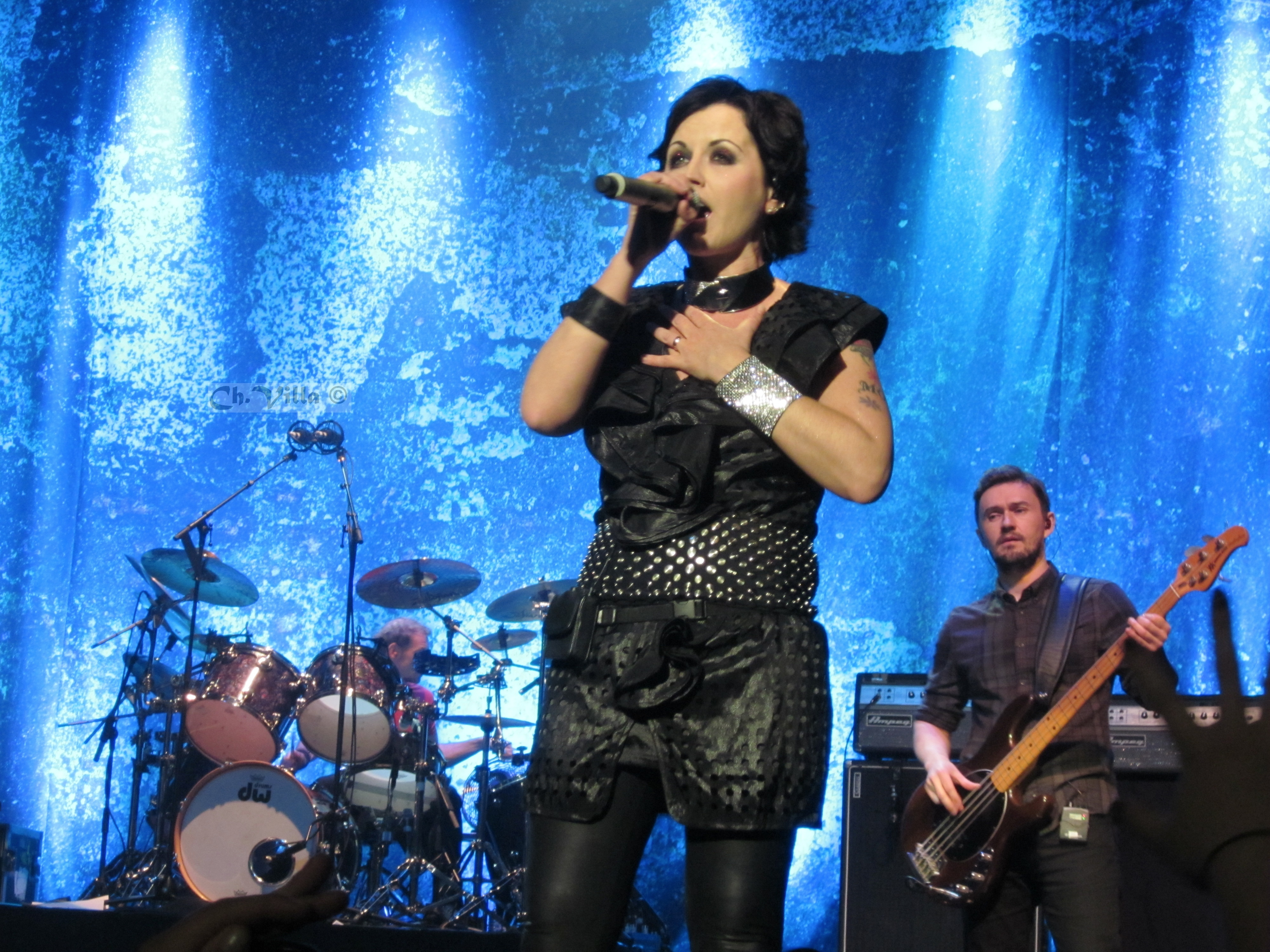
The Cranberries po znovusjednocení v roce 2012. Zleva doprava: Fergal Lawler, Dolores O'Riordan a Mike Hogan.

Na dlouhou dobu posledním řadovým albem bylo Wake Up and Smell the Coffee (2001). Singly z tohoto alba byly „Analyse“ a „This Is the Day“. Poté je vydáno už jen album s největšími hity a v září 2003 se skupina rozpadá, aby se členové věnovali svým sólovým kariérám. The Cranberries se za dobu dosavadního působení stali jednou z nejúspěšnějších rockových skupin 90. let.

### Roses
Koncem roku 2009 The Cranberries ohlásili návrat, sešli se na novém turné a začátkem roku 2010 ohlásili přípravu nové desky. V létě roku 2010 zavítali i do Česka, kde 17. července zahráli v rámci hudebního festivalu Colours of Ostrava.
Na jaře 2011 nahráli studiové album Roses (oficiálně vyšlo v únoru 2012), které obsahuje jedenáct skladeb  V rámci světového turné k desce Roses vystoupili The Cranberries 30. listopadu 2012 také v pražské Tipsport areně.

## Diskografie

### Studiová alba
- Everybody Else Is Doing It, So Why Can't We? (1993)
- No Need to Argue (1994)
- To the Faithful Departed (1996)
- Bury the Hatchet (1999)
- Wake Up and Smell the Coffee (2001)
- Roses (2012)
- Something Else (2017)
- In the End (2019)[4]

### Kompilace
- Stars: The Best of 1992–2002 (2002)